# Usama Young
Usama Young (Washington, 8 maggio 1985) è un giocatore di football americano statunitense che gioca nel ruolo di free safety per gli Oakland Raiders della National Football League (NFL). Fu scelto nel corso del terzo giro (66º assoluto) del draft NFL 2007 dai New Orleans Saints. Al college giocò a football alla Kent State University.

## Carriera professionistica

### New Orleans Saints
Young fu scelto nel corso del terzo giro del draft 2007 dai New Orleans Saints. L'11 luglio firmò un contratto triennale per un totale di 1,763 milioni di dollari, inclusi 621.000$ di bonus alla firma. Debuttò come professionista il 16 settembre dello stesso anno contro gli Indianapolis Colts, chiuse la sua stagione da rookie giocando 14 partite di cui nessuna da titolare con 25 tackle totali e 2 passaggi deviati.
Il 15 aprile 2010 firmò un contratto annuale per 1,101 milioni di dollari. Con i Saints vinse il Super Bowl nel 2009 e totalizzò 52 presenze di cui 6 da titolare con 106 tackle totali, un sack, 3 intercetti, 2 fumble recuperati e 14 passaggi deviati.

### Cleveland Browns
Il 28 luglio 2011 firmò un contratto triennale per un totale di 6 milioni di dollari con i Cleveland Browns. Con loro giocò 29 partite di cui 19 da titolare totalizzando 123 tackle totali, 1,5 sack, 4 intercetti, un fumble recuperato e 8 passaggi deviati prima di esser svincolato il 2 aprile 2013.

### Oakland Raiders
Il 9 aprile 2013 firmò un contratto annuale come free agent per 985.000$, inclusi 100.000$ di bonus alla firma. Nella settimana 2 contro i Jacksonville Jaguars fece un sack di 7 yard e uno insieme al compagno di squadra Tracy Porter di altre 7 yard ai danni di Chad Henne. Nella settimana 5 contro i San Diego Chargers fece registtare un intercetto su Philip Rivers, ritornandolo per 23 yard. Nella settimana 10 contro i New York Giants fece un sack di 5 yard ai danni di Eli Manning. Il 7 dicembre venne inserito nella lista infortunati per un problema al collo. Chiuse giocando 12 partite di cui una da titolare con 26 tackle totali, 2,5 sack, un intercetto, un fumble perso, uno recuperato e 3 passaggi deviati.
Il 15 marzo 2014, Young firmò un rinnovo contrattuale biennale coi Raiders.

## Palmarès

### Franchigia
- Super Bowl : 1

New Orleans Saints: XLIV
- National Football Conference Championship: 1

New Orleans Saints: 2009

## Statistiche
| Partite totali      | 93  |
| Partite da titolare | 26  |
| Tackle totali       | 255 |
| Sack                | 5   |
| Intercetti          | 8   |
| Fumble forzati      | 0   |
| Passaggi deviati    | 25  |

Statistiche aggiornate alla stagione 2013